# ハロー効果
ハロー効果（ハローこうか、英語: halo effect）とは社会心理学の用語である。光背効果、ハローエラーともいう。

## 概要
ある対象を評価する時に、それが持つ顕著な特徴に引きずられて他の特徴についての評価が歪められる（認知バイアス）現象のこと。例えば、ある分野の専門家が専門外のことについても権威があると感じてしまうことや、外見のいい人が信頼できると感じてしまうことが挙げられる。
ハロー効果という言葉が初めて用いられたのは、心理学者エドワード・ソーンダイクが1920年に書いた論文「A Constant Error in Psychological Ratings」である。ハローとは聖人の頭上に描かれる光輪のことである。
ハロー効果が起きるのは、原始的な時代には物事を即断することが生存に有利であり、それが遺伝的に受け継がれているためと考えられている。
「あばたもえくぼ」、「坊主憎けりゃ袈裟まで憎い」ということわざは、この効果を表している。

## 逆ハロー効果
「ハロー効果」は一般的には良い方向への認知バイアスを指すが、原理的には良い印象から肯定的な方向にも、悪い印象から否定的な方向にも働く。逆ハロー効果（reverse-halo effect）、ホーン効果（英: Horn effect）、悪魔効果（devil effect）ともいう。この用語は「角（horn）」に由来し、悪魔の角（devil's horn）を指す。

負の形式のハロー効果により、人または製品の嫌いな特性または側面が全体に対して悪影響を与える可能性がある。

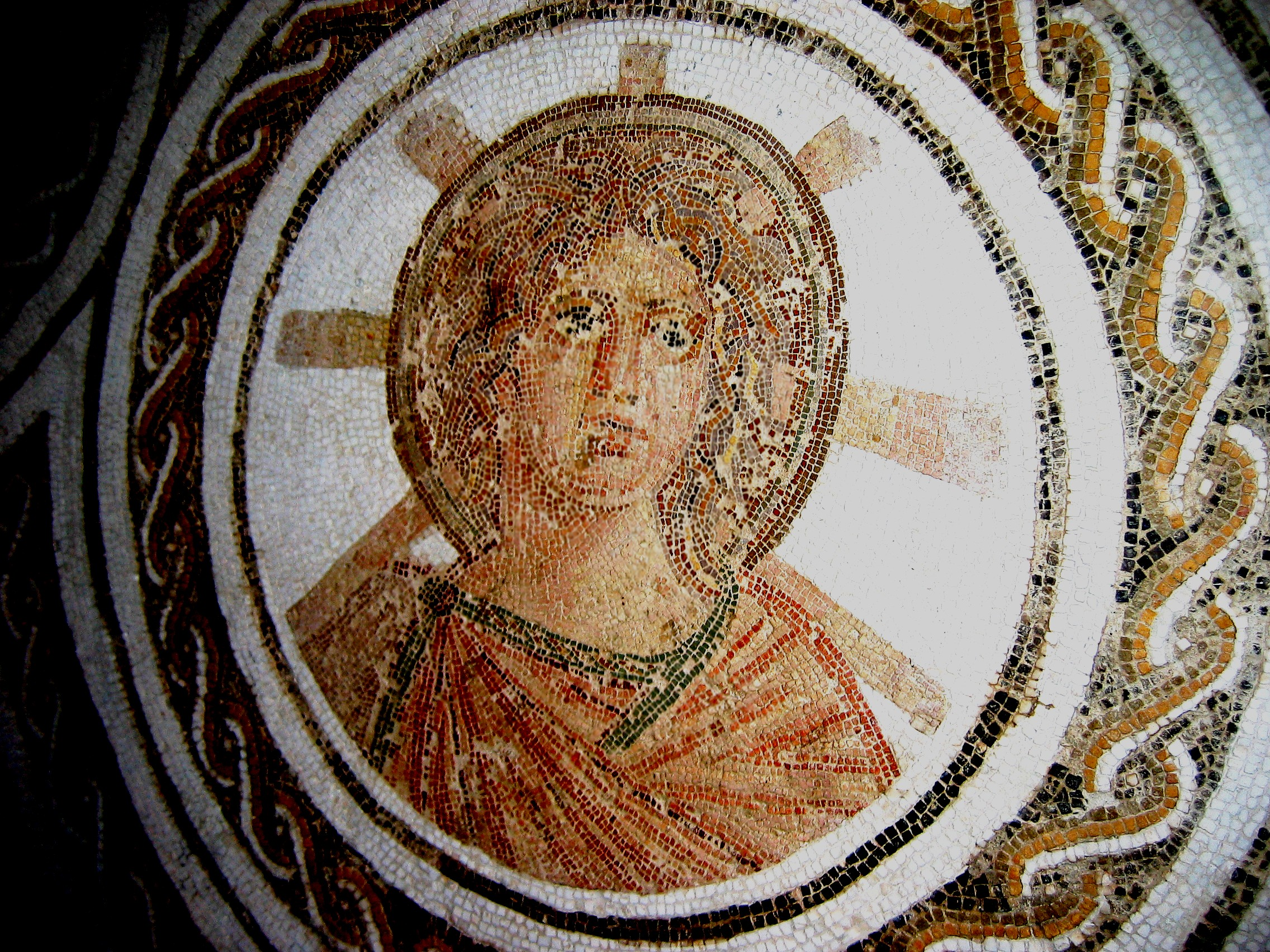
ローマ時代の床モザイクに輝く光輪(ハロー)のあるアポロ（2世紀後半、チュニジア、エルジェム）

## 同名異義の用語
認知バイアス関連でない用語にも「ハロー効果」がある。
光輪(ハロ)形状に由来する用語になる。
- 画像処理 - 画像処理用語としてシャープフィルタを用いて境界線の滲みを補正した際に現れる白縁が光輪に見える事からハロー効果またはハロー現象と呼ぶ。
- 金属検出 -「ハロー効果」という用語は、金属の検出 [4] でも使用され、湿った土壌に一定時間静置された場合の金属アイテムまたはコインの検出可能性の向上を示する。オブジェクトは、いくつかの金属特性を土壌に浸出させ、より検出しやすくすることができる。オブジェクトの周囲の領域は、その「ハロー」と呼ばれる。

- 映像分野 - 人の背景に光輪を加えた映像効果
- 電子分野 - 撮像管に関するもの
- 疫学分野
- 歯科医学分野
- 気象分野 - ブロッケン現象